# Aquilonastra marshae
Aquilonastra marshae är en sjöstjärneart som beskrevs av O'Loughlin och Ross Robert Mackerras Rowe 2006. Aquilonastra marshae ingår i släktet Aquilonastra och familjen Asterinidae.
Artens utbredningsområde är Röda havet. Inga underarter finns listade i Catalogue of Life.